# ملل القرار

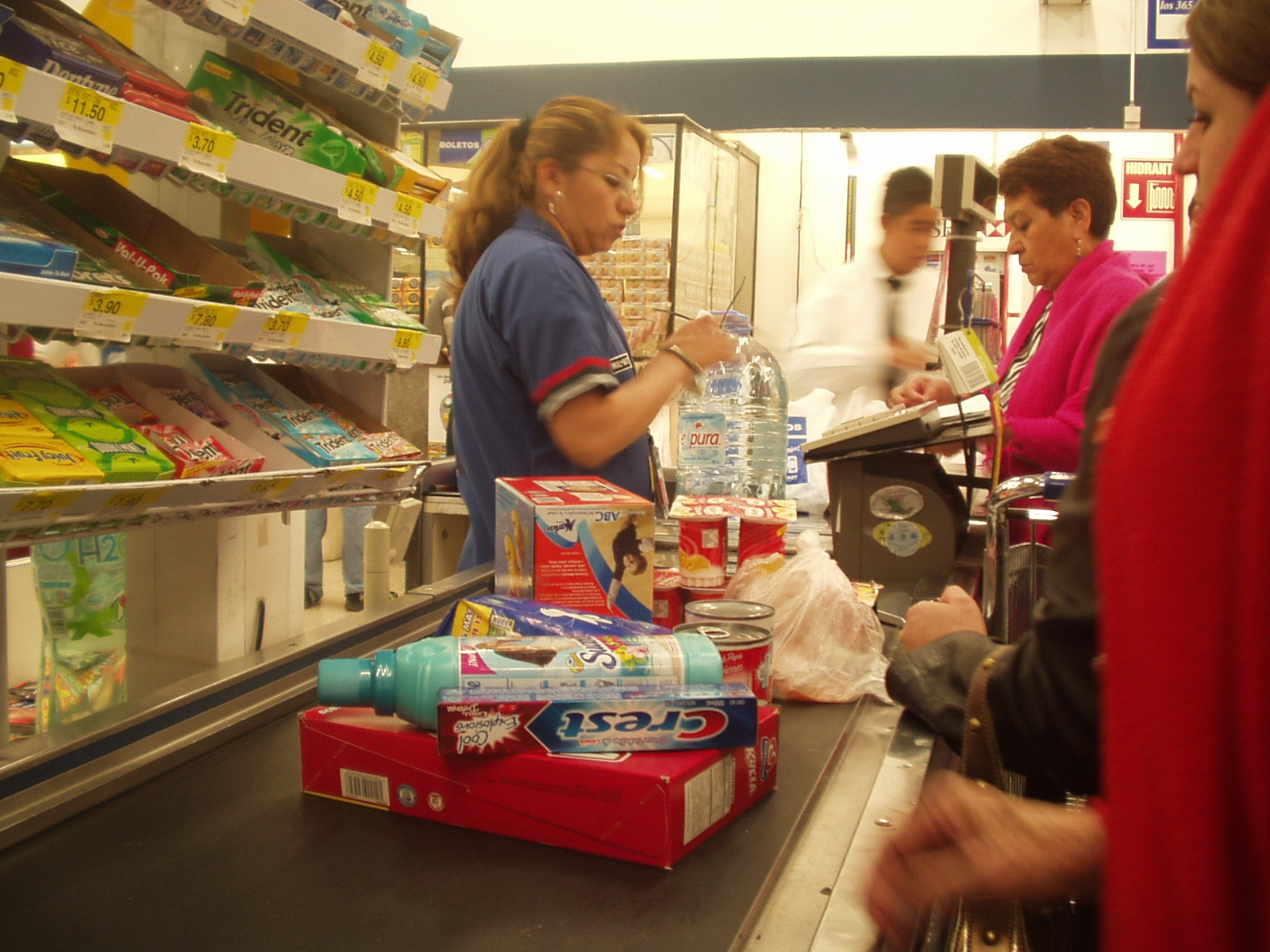
يتم وضع الحلوى والوجبات الخفيفة في مكان قريب من ماكينة تسجيل المدفوعات للاستفادة من ملل القرار لدى المتسوق.

يشير مصطلح ملل القرار في اتخاذ القرار وعلم النفس إلى تدهور جودة القرارات التي يقوم بها الفرد، بعد جلسة طويلة من اتخاذ القرارات. ومن المفهوم الآن أنه أحد مسببات المفاضلات الغير عقلانية في اتخاذ القرار. فقد ثبت على سبيل المثال أن القضاة في المحاكم يقومون باتخاذ قرارات أقل ملائمة في وقت متأخر من اليوم مقارنة بأوقات النهار الباكر. ويمكن أن يؤدي ملل القرار أيضاً إلى اتخاذ الزبائن قرارات سيئة فيما يتعلق بمشترياتهم.
هناك متناقضة بهذا الشأن «يبدو أن الأشخاص الذين يفتقدون للخيارات يريدونها وغالباً سيقاتلون لأجلها»؛ بينما في الوقت نفسه، «يجد الأشخاص أن القيام بالعديد من الخيارات يمكن أن يكون بغيضاً [نفسياً].»

## الآثار

### قدرة أقل على القيام بالمفاضلات

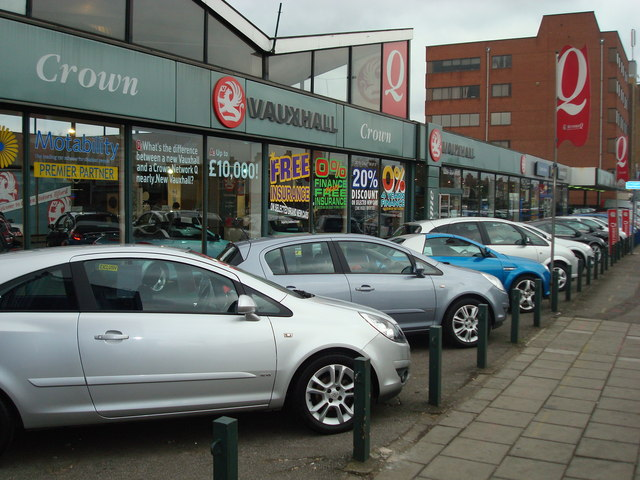
عندما يقوم المستهلكون بزيارة وكالات بيع السيارات، فربما يشعرون بالارتباك من كثرة خيارات التمويل، والتحديثات، والكفالات.

المفاضلات تحصل حين يحتوي خياران على عناصر إيجابية وسلبية، وهي شكل من متطور ومستهلك للطاقة من أشكال اتخاذ القرار.

### تجنب اتخاذ القرار
يمكن أن يدفع ملل القرار الناس لتجنب اتخاذ القرار كلياً، وهي ظاهرة تدعى «تجنب اتخاذ القرار».

### الشراء الاندفاعي
يمكن أن يؤدي ملل القرار إلى شراء اندفاعي في المتاجر.

### ضعف الانضباط الذاتي
«إن عملية الاختيار يمكن أن تقوم بحد ذاتها باستنزاف بعض موارد الذات النفيسة، تاركة إثر ذلك الأداء التنفيذي أقل قدرة على القيام بالمهام الأخرى. ويمكن أن يؤدي إذاً ملل القرار إلى ضعف الانضباط الذاتي». «إن بعض درجات الفشل في الانضباط الذاتي هي جذر غالبية المشكلات الشخصية والاجتماعية الكبيرة، كالديون، وقلة الإنجاز في العمل والدراسة، وانعدام ممارسة التمارين الرياضية.»